# Фантазия

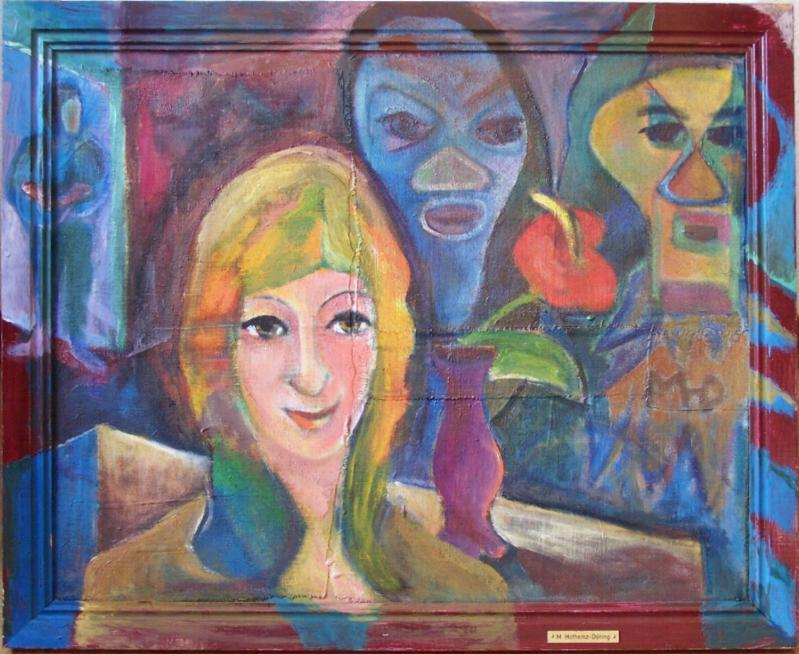
Маргрет Хофхайнц-Деринг «Psychic mystery»

Фанта́зия (греч. φαντασία — «воображение») — это импровизация на заданную тему, ситуация, представляемая индивидом или группой, не соответствующая реальности.
Фантазия важна в научном творчестве, она предшествует созданию теории

## Описание
В обычной речи «фантазировать», значит воображать, сочинять, представлять, но Голосовкер в «Логике мифа» противопоставляет воображение и фантазию, замечая, что на воображении могут быть построены научные гипотезы, а на фантазии нет, потому что фантазия тождественна иллюзии и заблуждению, то есть проявляет себя как негативная сторона воображения.
Фантазия — обязательное условие творческой деятельности человека, которое выражается в построении образа или наглядной модели её результатов в тех случаях, когда информация не требуется (чистая фантазия) или её недостаточно. Примером тому могут быть разрозненные архивные источники, на основе которых писатель создает цельное произведение, дополняя посредством собственной фантазии возможные связки, а также внося по мере возможности своего таланта живое впечатление.
Фантазия как средство искусства широко используется в музицировании, поэтике, изобразительном искусстве и им подобных сферах деятельности. Она также применяется в точных науках, как инструмент при построении гипотез и предположений об объектах научного познания.
Приёмы фантазии: аналогия, акцентирование и типизация.
В честь фантазии назван астероид (1224) Фантазия, открытый 29 августа 1927 года советскими астрономами Сергеем Белявским и Николаем Ивановым в Симеизской обсерватории.